# 江岸寺 (文京区)
江岸寺（こうがんじ）は、東京都文京区にある曹洞宗の寺院。

## 歴史
1596年（慶長元年）、高林寺の末寺として創建された。その後も高林寺に連動する形で1604年（慶長9年）に御茶ノ水に移転、1657年（明暦3年）の明暦の大火で現在地に移転した。
当寺は、「御茶ノ水」の由来となる高林寺の湧水の水を江戸城に輸送する人員提供のため、通常の寺領の他に田地2反6畝と百姓5人が与えられている。

## 墓所
- 鳥居忠政（開基、譜代大名）
- 原雲沢（儒学者）
- 渡辺文雄（国文学者）
- 鳥居忱（作詞家）

## 交通アクセス
- 千石駅より徒歩7分（経路案内）。